# Саратовский заказник
Саратовский заказник — особо охраняемая природная территория общей площадью 44 302 га, расположенная на территории Фёдоровского района Саратовской области, в верхнем течении реки Еруслан. Заказник создан 16 мая 1983 года согласно приказу главного управления охотничьего хозяйства и заповедников при Совете министров РСФСР (№ 166). 3 марта 2011 года, в соответствии с приказом Министерства природных ресурсов и экологии РФ (№ 147) заказник передан под охрану Хвалынского национального парка.

## Описание

### Цель создания, основные объекты охраны
Целью создания Саратовского заказника является охрана, восстановление и воспроизводство местообитаний и популяций ценных в хозяйственном, научном и культурном плане охотничьих животных, редких и находящихся под угрозой исчезновения видов, в первую очередь дрофы и стрепета, а также гнездящихся лебедей, колоний журавлей, водоплавающих на пролёте, сохранения среды их обитания, путей миграций, поддержания общего экологического баланса.

### Территориальные особенности
Общая площадь заказника — 44 302 га. Площадь акватории: 5053 км²[уточнить] — акватория прудов, 1735 км²[уточнить] — акватория реки Еруслан.
Территория заказника уникальна по сочетанию природных ландшафтов и местообитаний различных растений и животных, ввиду чего на этой территории наблюдается их большое биологическое разнообразие.
Территория заказника граничит с землями лесного фонда и сельскохозяйственными угодьями.
Из-за незначительных перепадов абсолютных высот местности и значительных водосборных площадей здесь образуется сеть крупных степных балок с временными водотоками и большим количеством прудов.

## Научная деятельность
В 1999 году на территории заказника проводились учётные работы по орнито- и териофауне охотничьих и краснокнижных животных.
Полученные данные хранятся в Управлении по охране, контролю и регулированию использования охотничьих животных Саратовской области.